# 伊藤なのか
伊藤 なのか（いとう なのか、1993年9月11日 - ）は、兵庫県出身の元女性アイドル。元株式会社ヒロプロジェクト所属。アイドルグループ「CHEERING PARTY」の元メンバー（2018年11月 - 2021年5月）、伊藤なのかに改名後、女性アイドルグループ・KNU oNEWの元メンバー（2021年7月 - 2023年12月）。2023年12月のKNU oNEW現体制ラストライブを以って、芸能界を引退した。

## 作品

### DVD
- はじらいキッス（2014年11月20日、スパイスビジュアル）
- いたずらキッス（2015年4月22日、イーネット・フロンティア）
- 同棲生活～彼女のなまえは菜ノ香～（2015年7月23日、イーネット・フロンティア）
- となりのナノカ（2016年1月29日、エスデジタル）
- なのか☆ナノカ（2016年5月27日、スパイスビジュアル）

## 出演

### ドラマ
- 「お父さんは高校生」渡辺里奈 役（NHK総合）

### 雑誌
- 「SPA!」グラビアン魂（扶桑社）
- 「週刊プレイボーイ」（集英社）
- 「EX大衆」（双葉社）
- 「ヤングジャンプ」（集英社）
- 「ヤングアニマル」（白泉社）
- 「EX MAX」（ぶんか社）
- 「アサヒ芸能」（徳間書店）
- 「ヤングチャンピオン)」
- 「サイゾー」
- 「パチスロ必勝ガイド」

### テレビ
- 「ぷっすま」[3]
- 「[山里と100人の美女]」
- 「水曜日のダウンタウン」
- 「[まつぼっち]」
- 「ミュージックドラゴン」
- 「お願いランキング」